# نجات استخوان‌ها (رمان)
نجات استخوان‌ها (به انگلیسی: Salvage the Bones) رمان است که در سال ۲۰۱۱ توسط جسمین وارد نوشته و توسط انتشارات بلومزبری منتشر شده‌است، و در سال ۲۰۱۱ جایزه کتاب ملی را کسب کرده‌است. این رمان به بررسی وضعیت اسفبار خانواده طبقه کارگر آفریقایی-آمریکایی در می‌سی‌سی‌پی که برای رویارویی با طوفان کاترینا آماده می‌شوند، می‌پردازد.